# 57 Mnemosyne
Az 57 Mnemosyne a Naprendszer kisbolygóövében található aszteroida. Karl Theodor Robert Luther fedezte fel 1859. szeptember 22-én.